# Torsted (Sydslesvig)
 For alternative betydninger, se Torsted. (Se også artikler, som begynder med Torsted)
Torsted (dansk) eller Taarstedt (tysk)  er en landsby og kommune beliggende omtrent ti kilometer nordøst for Slesvig by ved Løjt Å i det sydvestlige Angel i Sydslesvig. Administrativt hører kommunen under Slesvig-Flensborg kreds i den nordtyske delstat Slesvig-Holsten. Kommunen samarbejder på administrativt plan med andre kommuner i omegnen i Sydangel kommunefælleskab (Amt Südangeln). Torsted er sogneby i Torsted Sogn. Sognet lå i Slis Herred (Gottorp Amt), da Slesvig var dansk indtil 1864.

## Geografi
Byen er overvejende landbrugspræget. I den sydlige del af kommunen ligger Broholm Skov. Jorden i kommunen er mest lermuldet. Fysing Å danner på en strækning grænsen til Tved Kommune i vest.
Kommunen omfatter ved siden af selve Torsted, landsbyer og bebyggelser Dynebjerg (Düneberg), Kjusballe (Kiusballig), Kulk, Prisbro (Pressbroe), Skolderup (Scholderup), Skovby (Schüby), Stokbro, Sønderskov (Süderholz) og Ågeby (Westerakeby). Den nuværende Torsted kommune strækker sig både over Torsted og Tolk Sogne i Slis og Strukstrup Herreder.

## Historie
Bynavnet skrives på dansk også Thorsted og dukker første gang op i skriftlige kilder i 1192. På angeldansk/sønderjysk kaldes byen Tåstej. Ågeby bliver også kaldt Vester Ågeby (Wester Akeby) for at skelne landsbyen fra et andet Ågeby i Borne sogn. Torsteds byvåben viser en thorshammer (Mjølner). Torsted Kirke er fra 1100-tallet.

## Billeder
- Kådnersted i Ågeby
- Alteret og prædikestolen i kirken
- Fysing Å ved Ågeby